# 蝙蝠侠与罗宾 (电影)
《蝙蝠侠与罗宾》（英語：Batman & Robin）是一部於1997年上映的美国超级英雄电影，劇情根據DC同名漫畫《蝙蝠俠》改編，為1995年上映的電影《永远的蝙蝠侠》的续集。导演继续由乔·舒马赫担当，阿齐瓦·高斯曼編劇，乔治·克隆尼饰演蝙蝠侠，其他演員包含阿诺德·施瓦辛格、克里斯·奥唐纳、乌玛·瑟曼、艾莉西亞·席薇史東及帕特·亨格尔。

## 劇情
神出鬼沒的蝙蝠俠這回將面臨此生中最強勁的對手—急凍人、毒藤女和他們的跟班—班恩。急凍人在高譚市犯下一連串的鑽石搶劫案，聞風而至的蝙蝠俠和羅賓前往自然歷史博物館追捕，但卻功敗垂成。後來他們得知急凍人原名是維克多博士，因為一次意外讓他性情大變，必須靠特殊急凍設備才能正常作息，更糟糕的是，除非他能把整個高譚市隨時保持在零下低温，否則他心愛的妻子將永遠陷入昏迷狀態。
為了達到這個目的，維克多博士化身為急凍人，以精心設計的犯罪行動逐步擴充他的急凍王國，而他獨創的急凍武器，更讓整個高譚市都籠罩在「冰封」的恐懼中。而蝙蝠俠正好是凍結高譚市的首要障礙，他必須不計任何代價儘速終結蝙蝠俠的性命。
幸運的是，這次蝙蝠俠並非單槍匹馬，擅長飛簷走壁的羅賓仍是他不可或缺的助手，兩人無懈可擊的默契和友誼一一化解了危機，但毒藤女的出現，卻讓這對拍檔的情誼造成極大考驗。
毒藤女原名是潘蜜拉，原是一個熱愛植物的女科學家，在得知上司傑森·伍德羅博士毫無人道的實驗後意圖揭發，卻反遭對方滅口，然而大難不死的她被毒素突變為毒藤女。個性變為異常兇狠的她殺掉伍德羅，還將伍德羅一手打造的班恩收為跟班，逃到高譚市，制定了一項計劃，利用蝙蝠俠企業的財力來支持她的研究。在自己的研究遭蝙蝠俠拒絕後，毒藤女的憤怒之火燃起，以復仇者的身份對蝙蝠俠和整個高譚市宣戰。她甚至設下一步步致命陷阱，誘引蝙蝠俠和羅賓互生心結。
與此同時，蝙蝠俠家族管家阿福的侄女芭芭拉來訪，因緣際會下發現了蝙蝠俠的巢穴，她因此化身勇敢機敏的蝙蝠女孩。就這樣，蝙蝠女孩與蝙蝠俠和羅賓聯手，一同與邪惡的罪犯展開了對戰。

## 演員
- 乔治·克隆尼 飾演 布鲁斯·韋恩 / 蝙蝠俠
  - 埃瑞克·羅伊德 飾演 幼年時的韋恩
- 克里斯·奥唐纳 飾演 迪克·格雷森 / 羅賓
- 艾莉西亞·席薇史東 飾演 芭芭拉·威爾森 / 蝙蝠女
- 烏瑪·瑟曼 飾演 潘蜜拉·愛絲利 / 毒藤女
- 阿諾·史瓦辛格 飾演 維克多·佛萊斯 / 急凍人
- 麥可·高福 飾演 阿福·潘尼沃斯
- 帕特·亨格爾 飾演 詹姆斯·高登局長
- 約翰·葛洛佛 飾演 傑森·伍德羅（英语：Floronic Man）
- 羅伯特·史文森（英语：Robert Swenson） 飾演 班恩
  - 邁克爾·里德·麥凱 飾演 安東尼奧·迭戈 - 尚未變身前的班恩
- 傑西·溫圖拉 飾演 阿卡漢精神病院警衛
- 派屈克·萊希 飾演 他自己
- 傑克·英格爾  飾演 醫生

## 製作
主體拍攝於1996年9月12日開始，於洛杉矶進行製作。

## 評價
電影收穫了普遍影評人的差評。根據爛蕃茄上收集的85篇專業影評文章，其中9篇給出了「新鮮」的正面評價，「新鮮度」為11%，平均得分3.7分（滿分10分），而基於另一影評網站Metacritic上的21篇評論文章，其中1篇予以好評，9篇差評，11篇褒貶不一，平均分為28（滿分100）。

## 票房
《蝙蝠俠4：急凍人》於1997年6月20日在北美發行，首映週末共收穫$42,872,605美元，為1997年電影中第三高的首週票房，不過隔週便下滑了63%。最終，電影在北美的總票房為1.073億美元，其他地區1.309億美元，全球總計2.382億美元。華納兄弟承認《蝙蝠俠4：急凍人》在國內市場的失敗，但指出海外票房的成功。